# Терещенко, Роман Александрович
Роман Александрович Терещенко (род. 5 мая 1981 года, Киеве) — украинский артист, рекордсмен книги рекордов Украины, артист канадского цирка Cirque du Soleil.

## Биография
Роман Терещенко родился 5 мая 1981 года в городе Киеве. С самого детства Роман начал увлекаться акробатикой. Уже в 19 лет начал работать в цирковой компании «Звёзды Украины». В 2008 году получил статус «четырёхкратный рекордсмен книги рекордов Украины» в воздушном жанре.
С 2008 года по 2013 был акробатом в Национальном цирке Украины.
С 2003 года по сегодняшний день Роман Александрович работает в цирке «Cirque du Soleil»2003-2005 (IHQ) show:Corteo (2005-2008) Kurios (2013-...)

## Фильмография
1. 2006 — Цирк дю Солей: Кортео
2. 2010 — Похищение Богини
3. 2018 -  Cirque u Soleil: Kurios

- мурашки по коже» — Интервью
- Роман Терещенко: «если надо, пожертвуй собой, а партнера спаси. Запорука успеха в том, что мы доверяем друг другу. Поэтому работаем уверенно.» — Интервью
- Телеканал «Интер»: рекорды Украины — Репортаж
- Forbes
- Review: Kurios (Cirque du Soleil)
- Circus Knie — Tour 2012 — Интервью
- RUSSIAN CRADLE DUO (недоступная ссылка)
- Cirque du Soleil’s «KURIOS — Cabinet of Curiosities™» is a Marvelous Feat
- https://www.imdb.com/title/tt10160782/